# Liste Filial- und Partnervereinen von Os Belenenses
Belenenses Lissabon, offiziell „Clube de Futebol Os Belenenses“, ist ein portugiesischer Sportverein aus Belém, einem Stadtteil von Lissabon. 
Der Verein verfügt weltweit über fast 60 Filialmannschaften und 8 Clubhäuser.

## Vereinswappen-/Identität

Kreuz von Belenenses

Wappen von Belenenses Lissabon

Es besteht aus einem weißen Schild mit einer dicken blauen Umrandung, die an die Vereinsfarben Blau-Weiß erinnert. Im Zentrum des Schildes prangt ein rotes Kreuz des Christusordens (Cruz de Cristo) – ein Kreuz mit ausladenden Armen, das zur portugiesischen Seefahrtsgeschichte gehört und eng mit den Entdeckungsfahrten verknüpft ist.
In den vier Ecken des Kreuzes stehen jeweils die blauen Buchstaben „C“, „F“, „B“ für Clube de Futebol „Os Belenenses“. Manchmal wird auch die Initiale „O“ für „Os“ integriert, sodass in Summe die Initialen C F B oder C F „Os“ B erscheinen.
Filialmannschaften orientieren sich oft am klassischen Vereinslogo und verändern dabei meist nur Kleinigkeiten, wie zum Beispiel das Kürzel C.F.B., angepasst an den jeweiligen Vereinsnamen. Ebenso verbreitet ist die Variante mit dem roten Christuskreuz, das in leicht abgewandelter Form verwendet wird. Viele Vereine besitzen ein eigenes, individuelles Logo, das häufig die Farben Blau, Weiß und Rot enthält. Der Sports Club Barcelona aus Kap Verde hingegen hat sich stark am Design des FC Barcelona orientiert.

## Filialmannschaften
| NR | Verein                                             | Logo | Land                  |
| -- | -------------------------------------------------- | ---- | --------------------- |
| 1  | CF Os Elvenses                                     |      | Portugal              |
| 2  | Grupo Desportivo 1º de Maio                        |      | Mosambik              |
| 3  | União Futebol Comércio e Indústria de Tomar        |      | Portugal              |
| 4  | Clube de Futebol «Os Armacenenses»                 |      | Portugal              |
| 5  | Clube de Futebol «Os Repesenses»                   |      | Portugal              |
| 6  | Clube de Futebol «Os Bonjoanenses»                 |      | Portugal              |
| 7  | Sport Clube Marítimo Angra do Heroísmo             |      | Portugal              |
| 8  | Clube Desportivo «Os Olhanenses»                   |      | Portugal              |
| 9  | Clube de Futebol «Os Estombarenses»                |      | Portugal              |
| 10 | União Desportiva de Bustos                         |      | Portugal              |
| 11 | Clube de Futebol «Os Bucelenses»                   |      | Portugal              |
| 12 | Clube de Futebol «Os Avisenses»                    |      | Portugal              |
| 13 | Clube de Futebol «Os Balantas»                     |      | Guinea-Bissau         |
| 14 | Grupo Desportivo de Peniche                        |      | Portugal              |
| 15 | União Desportiva Vilamaiorense                     |      | Portugal              |
| 16 | Grupo Desportivo Santacombadense                   |      | Portugal              |
| 17 | Clube Desportivo Lousanense                        |      | Portugal              |
| 18 | União Desportiva da Ponte de Frielas               |      | Portugal              |
| 19 | Micaelense Futebol Clube                           |      | Portugal              |
| 20 | Clube de Futebol «Os Sadinos»                      |      | Portugal              |
| 21 | Lândana Clube                                      |      | Angola                |
| 22 | Clube de Futebol «Os Ribeirenses»                  |      | Portugal              |
| 23 | Clube de Futebol «Os Vilanovenses»                 |      | Portugal              |
| 24 | Associação Desportiva Unidos Belenenses            |      | Portugal              |
| 25 | Futebol Clube Barcouço                             |      | Portugal              |
| 26 | Clube Desportivo Recreativo de Porto Côvo          |      | Portugal              |
| 27 | Clube de Futebol Pátria                            |      | Portugal              |
| 30 | Clube Recreativo Desportivo A-do-Barriga           |      | Portugal              |
| 31 | Clube de Futebol «Os Pinhelenses»                  |      | Portugal              |
| 32 | Clube de Futebol «Os Azuis do Fial»                |      | Portugal              |
| 33 | Futebol Clube Marítimo Velense                     |      | Portugal              |
| 34 | Clube Desportivo de Belém                          |      | Portugal              |
| 35 | Andorinha Sport Clube                              |      | São Tomé und Príncipe |
| 36 | Grupo Desportivo Bad Urach                         |      | Deutschland           |
| 37 | Clube de Futebol «Os Belenenses de Bruxelas»       |      | Belgien               |
| 38 | Juventude Clube Aljezurense                        |      | Portugal              |
| 39 | GD Juventude Recreativa Cultural Calabaceira       |      | Kap Verde             |
| 40 | Clube de Futebol «Os Idosos»                       |      | Portugal              |
| 41 | Clube de Futebol «Os Sanjoanenses»                 |      | Kap Verde             |
| 42 | Associação Belo Horizonte                          |      | Kap Verde             |
| 43 | Batuque Futebol Clube                              |      | Kap Verde             |
| 44 | Grémio Sportivo Castilho                           |      | Kap Verde             |
| 45 | Maia Clube dos Açores                              |      | Portugal              |
| 46 | Grupo Desportivo Jardia                            |      | Portugal              |
| 47 | Belém Club USA                                     |      | USA                   |
| 48 | Clube de Futebol «Os Belenenses de Angola»         |      | Angola                |
| 49 | Clube de Futebol «Cruz de Cristo»                  |      | Osttimor              |
| 50 | Associação Popular de Palvarinho                   |      | Portugal              |
| 51 | Clube Desportivo Barcelona                         |      | Kap Verde             |
| 52 | Clube Desportivo de Santo António                  |      | Portugal              |
| 53 | Grupo Desportivo Recreativo São Francisco da Serra |      | Portugal              |
| 54 | Grupo Desportivo Lagense                           |      | Portugal              |
| 55 | Cruz de Cristo Futebol Clube                       |      | Portugal              |
| 56 | Grupo Desportivo Santa Cruz                        |      | Kap Verde             |
| 57 | Associação Recreativa «Os Picoutenses»             |      | Portugal              |
| 58 | Clube de Futebol Vasco da Gama                     |      | Portugal              |
| 59 | Grupo Desportivo e Cultural da Praia               |      | Portugal              |